# Anthonomus pomorum
Anthonomus pomorum es una especie de coleóptero herbívoro de árboles de manzana, Malus domestica.

## Historia
Los adultos generalmente pasan el invierno en la hojarasca de los bosques o setos. En la primavera, los gorgojos emigran hacia las huertas y colonizan los manzanos. Los gorgojos pueden encontrar sus árboles hospedantes por medio de feromonas o señales químicas derivadas de plantas.
Las arañas pueden ser depredadores eficaces de A. pomorum.